# Ommelanderhuis
Het Ommelanderhuis is een markant gebouw in de Schoolstraat in Groningen, dat zijn naam ontleent aan het feit dat het de vergaderplaats was van de Staten van de Ommelanden in de stad Groningen. De Staten van het gewest, de Ommelanden en de stad samen, vergaderden in de voormalige Sint Maartensschool.

## Gebruiksfunctie door de eeuwen heen
Oorspronkelijk diende het Ommelanderhuis samen met het naastgelegen pand als refugium voor het Johannieterklooster van Oosterwierum. Vanaf 1571 en na de Reductie van Groningen was het de vergaderplaats van de Staten van de Ommelanden. Het Ommelanderhuis gold voor de stedelijke regering als extraterritoriaal gebied. Na de opheffing van de Ommelander fractie in de Staten in 1804, werd het gebouw gebruikt als kantoor van de Ommelander kas. Op 29 november 1866 werd het Ommelanderhuis betrokken door de loge L'Union Provinciale en werd in 1871 aangekocht en verbouwd. Omdat het gebouw te klein werd voor de loge, werd het 1905 verkocht en kwam het gebouw in handen van het Rooms Katholiek Ziekenhuis. Met veel feestvreugde en niet zonder gevoel van triomf bij de katholieken (in die tijd stonden de vrijmetselarij en de Rooms-Katholieke Kerk op gespannen voet) werd het voormalige Logegebouw van Vrijmetselaren omgedoopt tot een katholieke kapel voor het ziekenhuis. Later zou het gebouw als kerkgebouw van de Vrije Evangelische gemeente dienen. Vervolgens werd het een balletschool, totdat in 1996 het een opvanghuis werd voor dak- en thuislozen.

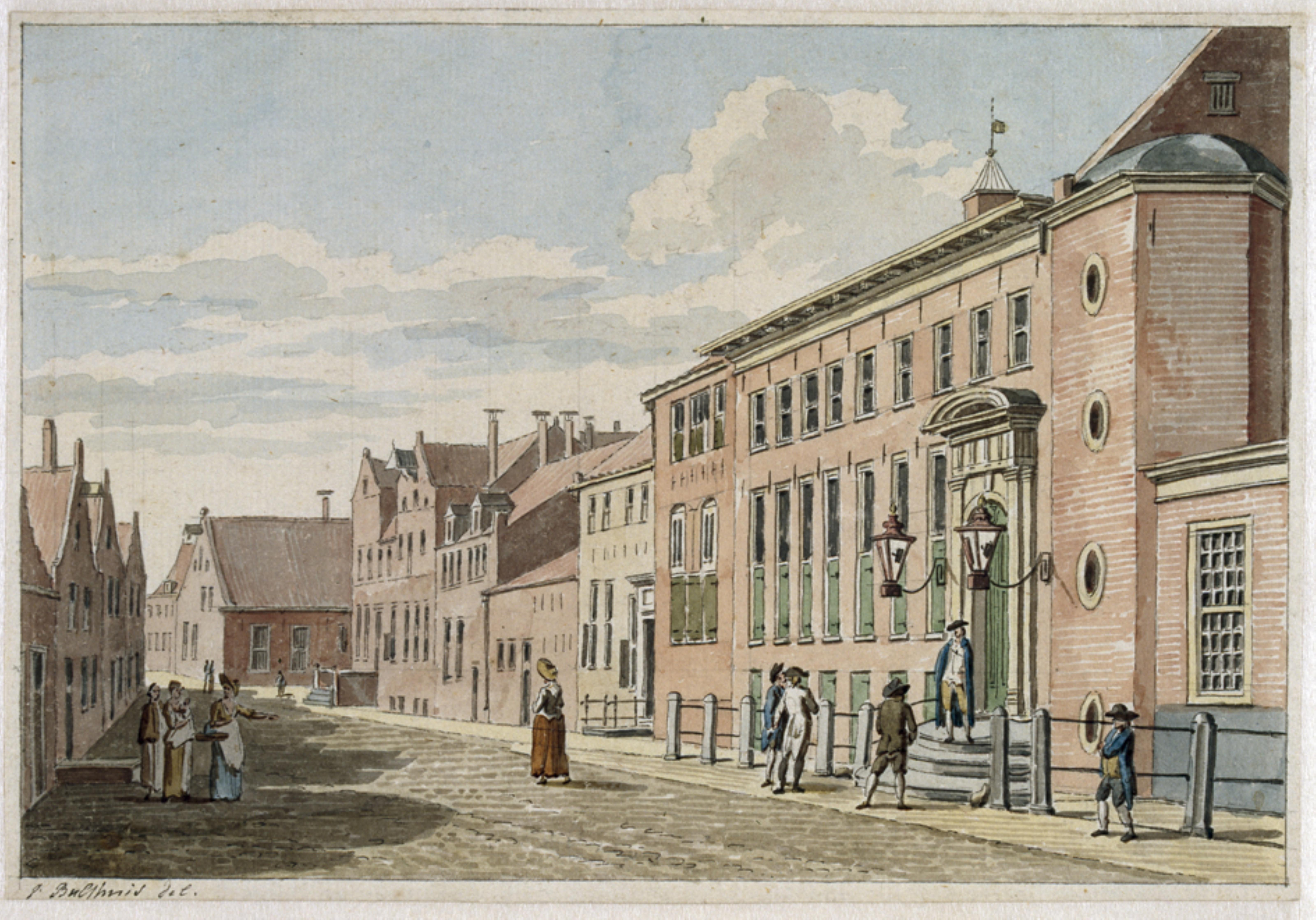
Het Ommelanderhuis op een aquarel van Jan Bulthuis uit 1786
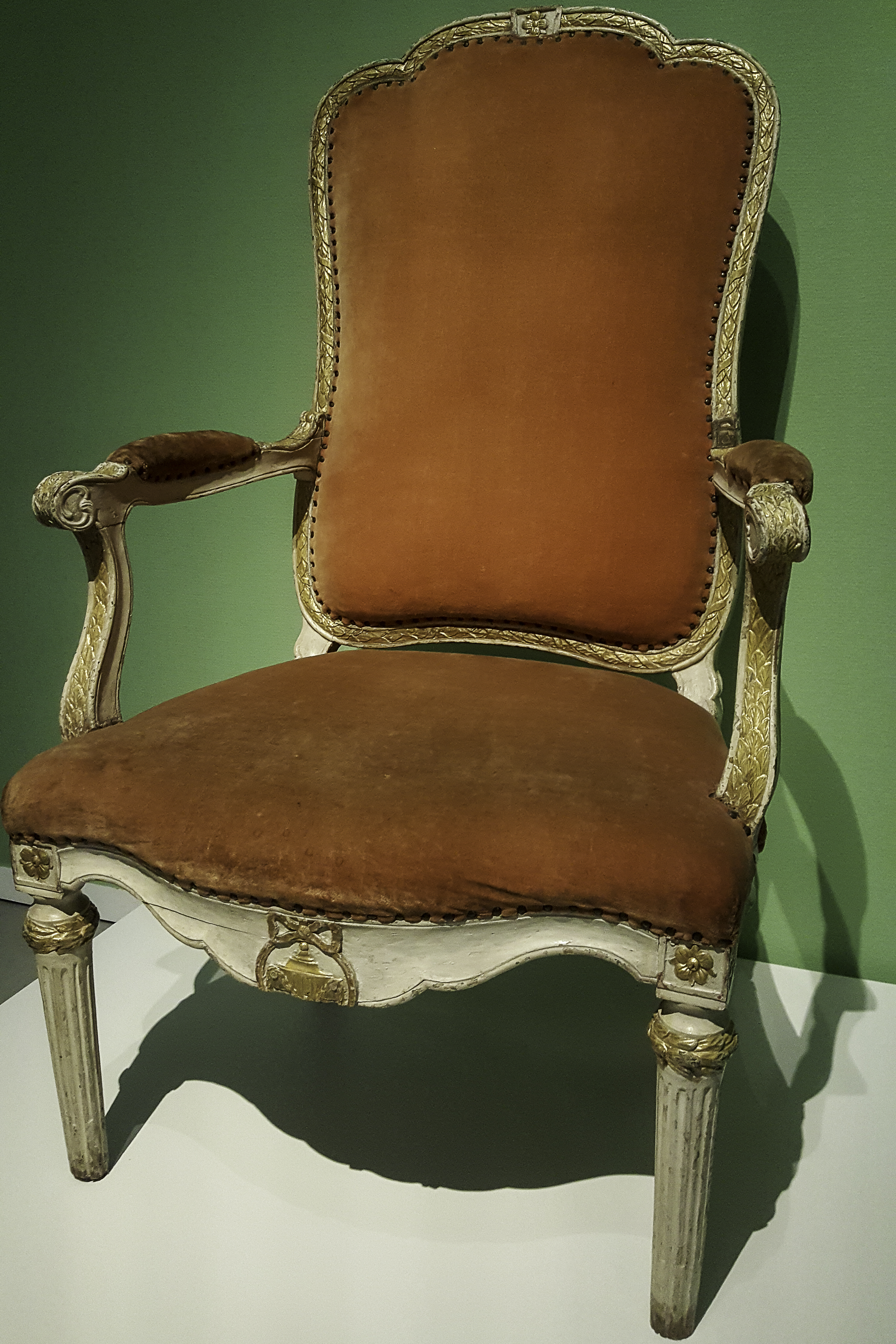
Vermoedelijke presidentsstoel uit 1785, waarvan het ontwerp toegeschreven wordt aan Berend Bekenkamp (nu in het Groninger Museum)